# 羅比森峰
77°12′S 160°15′E / 77.200°S 160.250°E
羅比森峰（Robison Peak），是南極洲的山峰，位於維多利亞地的斯科特海岸，處於迪爾伯恩山東北面6公里的維萊特山脈北端附近，海拔高度2,230米，現時由南極條約體系管理。